# Trans Araucarias
Trans Araucarias S.A. (o simplemente Transaraucarias) fue una empresa chilena de transporte público que operó 19 recorridos en etapa de régimen, toda la Zona H del Transantiago. Fue una sociedad anónima cerrada constituida por capitales rusos.

## Historia

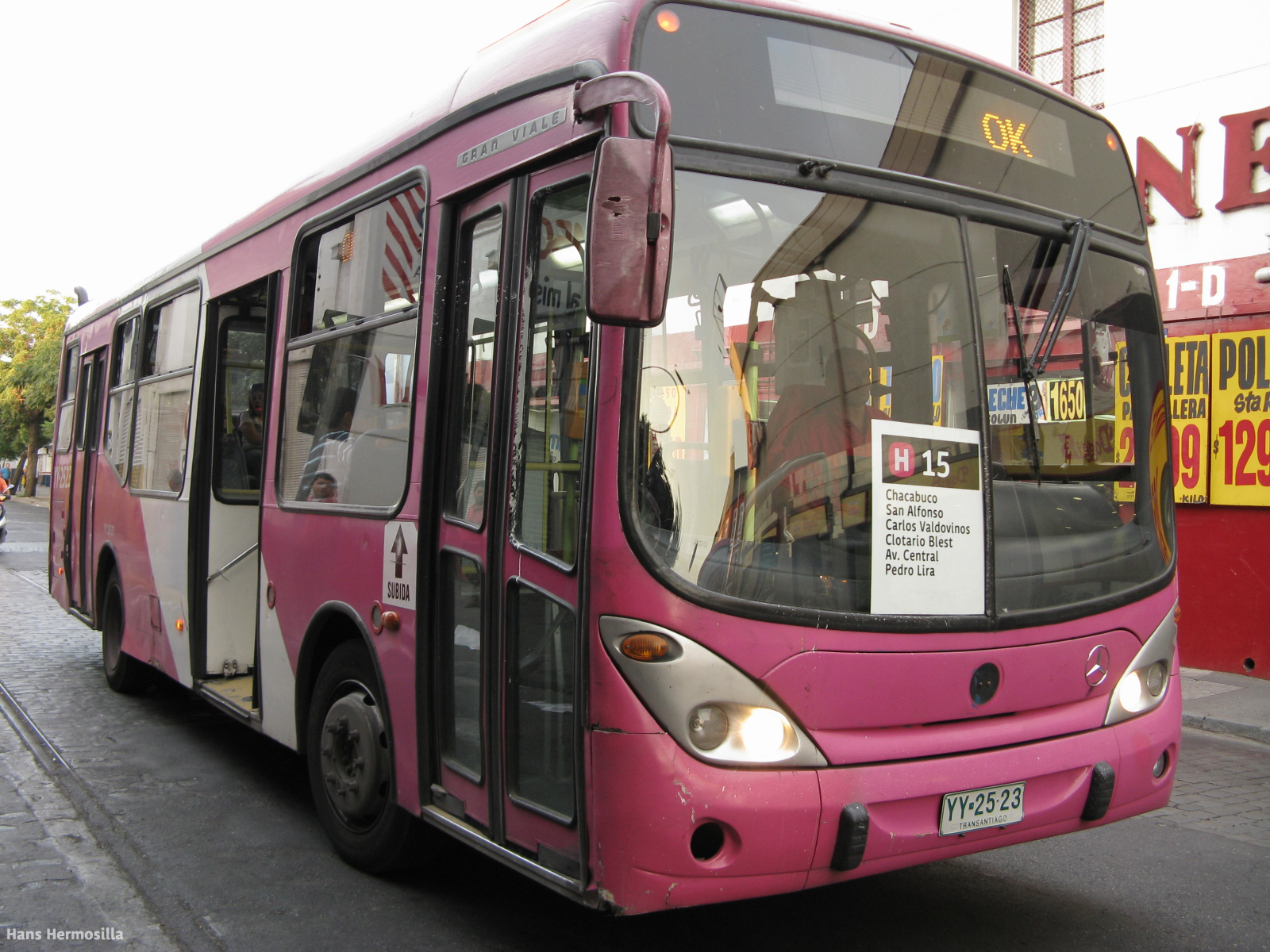
Recorrido H15, Estación Central - Pob. Las Turbinas operado por Transaraucarias

Inicio sus operaciones el 2 de marzo de 1998 bajo el nombre Empresa de Transportes Las Araucarias LTDA.. En dicha instancia se adjudicó la operación del recorrido Metrobus MB-71, que unía a La Florida con Villa Chiloé, en Puente Alto.
Posteriormente, en 2003 comienza con la operación de tres recorridos pertenecientes a las Micros amarillas, 350, 808 y 809. Estos cubrían rutas desde el sector de La Florida a Providencia, Villa Chiloé hasta el Mall Plaza Tobalaba y Villa La Reina hacia La Pintana, respectivamente.
Sin embargo, el 3 de diciembre de 2004, cambia su nombre a Trans Araucarias S.A. en el marco de la licitación del, entonces, nuevo sistema de transporte público de Santiago de Chile llamado Transantiago. En dicha oportunidad postuló a la Zona H del mencionado sistema.
En 2005, logra adjudicarse la operación de la zona a la que postuló en el año anterior. De esta manera comienza a adquirir una flota compuesta de vehículos estándar Transantiago y buses provenientes del sistema Metrobus y las Micros amarillas. Junto con esto implementa el servicio 188 uniendo La Pintana con el sector de Mapocho, utilizando para ello sus nuevos buses. A este se sumó el recorrido MB-58,el cual era administrado por la empresa ALSA.
El 22 de octubre de 2005, comienza con la operación de los recorridos de las micros amarillas y Metrobus, que le fueron asignados según su contrato de concesión.

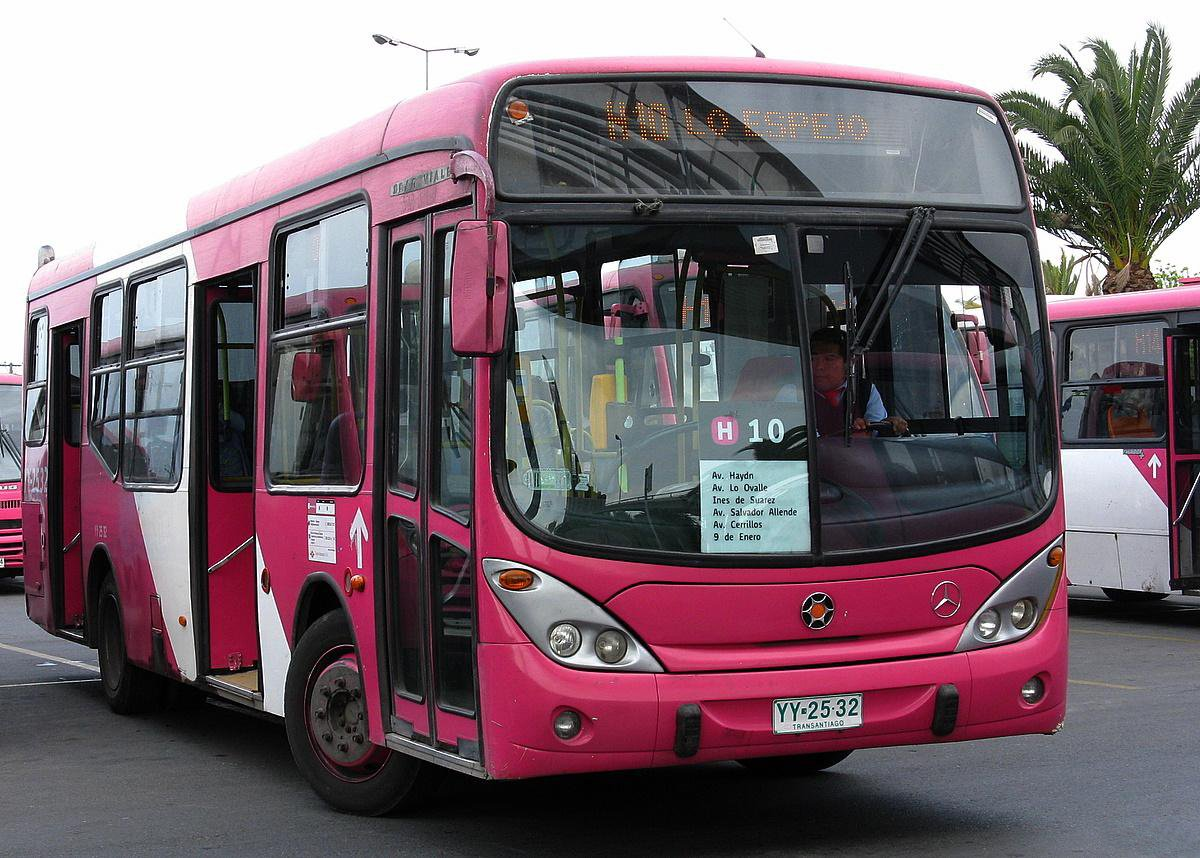
Recorrido H10, Centro Lo Espejo - Mall Florida Center operado por Transaraucarias.

Posteriormente, el 10 de febrero de 2007, pasa a ser la empresa concesionaria de los servicios alimentadores H. En esta instancia llegó a operar 19 recorridos numerados del H01 al H18.
En mayo de 2010, la empresa fue adquirida por la rusa Tokam, la cual promete la llegada de nuevos buses de procedencia china, pues se trajo un bus de prueba, pero la compra no se concretó.
Sin embargo, el 1 de junio de 2010, los conductores de esta empresa comienzan movilizaciones y huelgas. Estas medidas de presión se debieron a incumplimientos por parte de Transaraucarias hacia sus trabajadores, como el no pago de remuneraciones y cotizaciones previsionales. Ante esto, un grupo de conductores incurren en una huelga de hambre, lo cual agudiza aún más la situación.
Esta paralización provocó que la autoridad, Ministerio de transportes y telecomunicaciones, caducara su contrato. Esto se debió principalmente por no prestar los servicios contratados que administraba Trans Araucarias.
Finalmente, en noviembre del mismo año, la empresa es declarada en quiebra. Con esta medida todos sus bienes fueron rematados y sus trabajadores, en la medida posible, ubicados en otras empresas del sistema.
Sus buses se diferenciaban del resto de las empresas por ser de color rosado con franja blanca.

## Terminales
Transaraucarias contaba con 2 depósitos para su flota. Estos estaban ubicados en lugares estratégicos para la operación de sus servicios.
Los terminales que poseía tenían la siguiente denominación y ubicación:
- Población Dávila: Vecinal 2490, Pedro Aguirre Cerda.
- Lo Espejo: Pedro Lira 9161, Lo Espejo.

## Material rodante
Trans Araucarias poseía una flota de acuerdo a los distintos tipos de sistema en los que operó. Este apartado estará enfocado al material rodante que tenía para la operación de los servicios del sistema Transantiago.
En los sistemas Metrobus y Micros amarillas su flota estaba compuesta principalmente por minibuses fabricados por Metalpar, Marcopolo y Neobus con chasis Agrale, Volkswagen y Mercedes-Benz.
Para su operación en el Transantiago la empresa adquirió nuevo material rodante según el estándar definido.
Hacia 2005, adquiere 44 buses rígidos medio. Estos estaban carrozados por Caio y Marcopolo en modelos Apache STD y Gran Viale, respectivamente. El chasis de estos vehículos correspondía al OH-1115LSB de Mercedes-Benz.
En este mismo período adquiere 22 buses provenientes de la extinta ALSA. Estos eran modelo Caio Apache S21 con chasis Mercedes-Benz OH-1418, los cuales fueron reacondicionados para esta empresa.
Entre los años 2006 y 2007, compra 25 buses modelo Marcopolo Gran Viale en chasís Agrale MT-12LE. En este período se ve obligada a adquirir flota reacondicionada debido a la falta de esta.
En 2008, adquiere 80 minibuses Neobus Thunder+ en chasís Agrale MA-9.2LE. Con esta adquisición renovó parte de la flota antigua que poseía.
Finalmente y producto de la quiebra de Trans Araucarias, todos sus vehículos fueron rematados. Algunos fueron desarmados para reparar otros buses.

## Recorridos
Trans Araucarias durante su existencia operó diferentes recorridos, los cuales pertenecieron a los sistemas de Metrobus, Micros amarillas y Transantiago.

### Metrobus
En el Metrobus operó un servicio que le fue asignado de acuerdo al contrato de concesión que ganó. Operó este recorrido desde 1998 hasta 2003.
| Recorrido | Inicio                   | Fin          |
| --------- | ------------------------ | ------------ |
| MB-71     | Bellavista de La Florida | Villa Chiloé |

### Micros amarillas
En este sistema llegó a operar 5 recorridos. Comienza su operación por el año 2003 con los recorridos 350, 808 y 809.
Posteriormente suma los servicios 188, 814 y el MB-58, los cuales operaría íntegramente hasta el 21 de octubre de 2005. A continuación una lista con sus nombres:
| Recorrido | Inicio              | Fin                        |
| --------- | ------------------- | -------------------------- |
| 188       | La Pintana          | Mapocho                    |
| 350       | Providencia         | La Florida                 |
| 808       | La Pintana          | Mall Tobalaba              |
| 809       | Villa Chiloé        | Villa La Reina             |
| 814       | Pedro Aguirre Cerda | Metro Universidad de Chile |
| MB-58     | Lo Ovalle           | Lo Espejo                  |

### Transantiago

#### Primera etapa
El 22 de octubre de 2005, desaparece el servicio 188 y deja de administrar los servicios 350, 808 y 809 los cuales quedan a cargo STP Santiago mientras que el 814 pasa a manos de Buses Gran Santiago. En la misma instancia sigue operando el MB-58, por lo que se adjudica recorridos de las micros amarillas. A continuación, una lista de los recorridos que administraba en la primera etapa del Transantiago:
| Recorrido | Inicio                   | Fin            |
| --------- | ------------------------ | -------------- |
| 142       | Renca                    | Lo Espejo      |
| 185       | El Salto                 | Clara Estrella |
| 340       | Colon                    | Clara Estrella |
| 366       | Población Davila         | Puente Alto    |
| 803       | Lo Espejo                | San Bernardo   |
| 816       | Noviciado                | La Florida     |
| MB-58     | Lo Ovalle                | Lo Espejo      |
| MB-59     | Lo Ovalle                | Plaza Vespucio |
| MB-60     | Plaza Oeste              | Lo Ovalle      |
| MB-61     | Bellavista de La Florida | Lo Ovalle      |

#### Zona H
Transaraucarias operaba los servicios correspondientes al Zona H a partir del 10 de febrero de 2007. Mantuvo estos recorridos hasta junio de 2010. A continuación una lista de ellos:
| Recorrido | Inicio                 | Fin                   |
| --------- | ---------------------- | --------------------- |
| H01       | Av. Matta              | Mall Florida Center   |
| H02       | Carlos Valdovinos      | Lo Vial               |
| H03       | Lo Ovalle              | Mall Plaza Oeste      |
| H04       | Carlos Valdovinos      | Población La Victoria |
| H05       | Carlos Valdovinos      | Población Dávila      |
| H06       | Población Las Turbinas | Av. Matta             |
| H07       | Lo Ovalle              | Rondizzoni            |
| H08       | Población Las Turbinas | Lo Ovalle             |
| H09       | Población Dávila       | Carlos Valdovinos     |
| H10       | Centro de Lo Espejo    | Mall Florida Center   |
| H11       | Lo Ovalle              | Mall Plaza Oeste      |
| H11c      | Lo Ovalle              | Santa Olga            |
| H12       | Lo Espejo              | Franklin              |
| H13       | Santa Olga             | Posta Central         |
| H14       | Pedrero                | Franklin              |
| H15       | Lo Espejo Poniente     | Estación Central      |
| H16       | Franklin               | Mall Florida Center   |
| H17       | San Alfonso            | Providencia           |
| H18       | Portal Bicentenario    | Lo Ovalle             |